# Рокпорт (Індіана)
Рокпорт (англ. Rockport) — місто (англ. city) в США, в окрузі Спенсер штату Індіана. Населення — 1984 особи (2020).

## Географія
Рокпорт розташований за координатами 37°53′24″ пн. ш. 87°3′15″ зх. д. / 37.89000° пн. ш. 87.05417° зх. д. (37.889918, -87.054244).  За даними Бюро перепису населення США в 2010 році місто мало площу 4,16 км², з яких 4,07 км² — суходіл та 0,09 км² — водойми.

## Демографія
Згідно з переписом 2010 року, у місті мешкало 2270 осіб у 908 домогосподарствах у складі 564 родин. Густота населення становила 546 осіб/км².  Було 1026 помешкань (247/км²).
Расовий склад населення:
| - 95,9 % — білих - 1,8 % — чорних або афроамериканців - 0,3 % — азіатів - 0,2 % — корінних американців |

До двох чи більше рас належало 1,4 %. Частка іспаномовних становила 2,6 % від усіх жителів.
За віковим діапазоном населення розподілялося таким чином: 25,5 % — особи молодші 18 років, 57,2 % — особи у віці 18—64 років, 17,3 % — особи у віці 65 років та старші. Медіана віку мешканця становила 39,1 року. На 100 осіб жіночої статі у місті припадало 94,0 чоловіків;  на 100 жінок у віці від 18 років та старших — 90,4 чоловіків також старших 18 років.
Середній дохід на одне домашнє господарство  становив 37 977 доларів США (медіана — 29 716), а середній дохід на одну сім'ю — 47 482 долари (медіана — 39 196). Медіана доходів становила 36 563 долари для чоловіків та 25 331 долар для жінок. За межею бідності перебувало 25,7 % осіб, у тому числі 37,9 % дітей у віці до 18 років та 13,6 % осіб у віці 65 років та старших.
Цивільне працевлаштоване населення становило 917 осіб. Основні галузі зайнятості: виробництво — 21,8 %, освіта, охорона здоров'я та соціальна допомога — 19,2 %, мистецтво, розваги та відпочинок — 11,7 %, роздрібна торгівля — 10,4 %.